# 鈴木雅人
鈴木 雅人（すずき まさと、1963年 - ）は、日本テレビアート取締役。日本テレビ放送網制作局元チーフプロデューサー。

## 人物
- 元々は糸井重里に憧れ、大学卒業後、メーカーのクリエイティブ部門で広告制作に携わっていた。
- 広告制作のアシスタントディレクター、ディレクターとして10年経て、1996年に日本テレビに転職。
- 1999年-2008年6月 制作局主任・プロデューサー。佐野讓顯、吉田真、梅原幹の下で主にバラエティー番組を手掛けていた。
- 2008年7月1日 制作局チーフプロデューサー。制作局次長に昇格した梅原の担当番組の一部を引き継ぐ。
- 2011年1月1日 編成局編成企画班に異動した森實陽三チーフプロデューサーの担当全番組を引き継ぐ。
- 2012年6月1日 制作局ラインプロデューサー・制作担当副部長。チーフプロデューサーの後任は菅賢治。
- 2012年12月1日 制作局担当部長。
- 2014年6月1日 編成局アナウンスセンターアナウンス部長[1]。
- 2015年6月1日 制作局業務推進部長。アナウンス部長の後任は村山喜彦。
- 2018年6月 現職。

## エピソード
- 「不幸の法則」のプロデューサー時代、朝日新聞の人気番組を紹介するコーナーで「不幸の法則」が紹介された際、実際にインタビューに答えている。

## 過去の担当番組

### ディレクター
- 伊東家の食卓
- いろもん

### プロデューサー
- 進ぬ!電波少年
- 雲と波と少年と
- エンタの神様
- 不幸の法則
- 松紳
- ダウンタウンのバラエティ50年史
- 恋愛部活

### 総合プロデューサー
- 輝け!2005年お笑いネタのグランプリ
- 大笑点（2006年、2007年、2008年放送）

### チーフプロデューサー
レギュラー番組
- 3人協力クイズ!シャムロック
- ハッピーミックス
- ロンQ!ハイランド
- 宇宙でイチバン逢いたい人
- スペシャルギフト
- 主演 さまぁ〜ず 〜設定 美容室〜
- 読モ!

スペシャル番組
- ものまねバトル
- THE 料理王
- 欽ちゃん&香取慎吾の全日本仮装大賞

### ラインプロデューサー
ザ!鉄腕!DASH!!以外は途中までチーフプロデューサーを担当。
レギュラー番組
- 笑点（プロデューサー→チーフプロデューサー、1996年からは24時間テレビ 「愛は地球を救う」内のコーナーを含む）
- 芸能★BANG+
- 誰だって波瀾爆笑
- おしゃれイズム
- メレンゲの気持ち
- 天才!志村どうぶつ園（プロデューサー → 一時離脱 → チーフプロデューサー）
- アナザースカイ
- ザ!鉄腕!DASH!!

スペシャル番組
- ものまねグランプリ
- 幸せ!ボンビーガール

### 協力プロデューサー
- 現代に甦った闇の死置人 あなたの怨み晴らします（単発ドラマ）